# Georgette Rejewski
Georgette Alice Victorine Henriette Reijevsky (Antwerpen, 12 februari 1910 – Middenbeemster, 21 februari 2014) was een Vlaams actrice en logopediste. Door de verschillende manieren van transliteratie wordt de naam Reijevsky meestal aangeduid als Rejewski. In rolverdelingen wordt haar naam ook vaak vermeld als Georgette Reyevski.
Rejewski werd geboren als dochter van de Russische Moise Reijevsky en de Belgische Margareta Carolina Isidora Cockx. Na het gymnasium ging ze naar de toneelschool, en daar behaalde zij in 1932 haar diploma. In de zomer van datzelfde jaar maakte zij haar debuut in de Revue De Bonte Parade van het Gezelschap Verkade (niet te verwarren met Eduard Verkade). Ze trouwde op 24 augustus 1932 in Antwerpen met Dominique Antoine Frederic Rimathé, die aan het einde van de Tweede Wereldoorlog omkwam in Bergen-Belsen.
In 1934 en 1935 speelde ze bij Toneelgroep Het Masker van Ko Arnoldi.
Tijdens de Tweede Wereldoorlog speelde ze niet, omdat zij zich niet wilde inschrijven bij de Kultuurkamer. Ze volgde een opleiding tot logopediste. Na de oorlog speelde Rejewski met grote regelmaat toneel-, film-, en tv-rollen. Daarnaast gaf ze meer dan vijfentwintig jaar spraak- en spellessen aan de De Amsterdamse Toneelschool.
Zij speelde in 1960 en 1963 Mrs. Higgins, de moeder van Professor Higgins (gespeeld door Wim Sonneveld), in de eerste officiële Nederlandse productie van de musical My Fair Lady. In het seizoen 1972-1973 zou Rejewski deze rol bij Forum nog eens spelen. In 1977 speelde ze een kleine bijrol in de filmklassieker A Bridge Too Far. In de originele versie van de televisieserie Zeg 'ns Aaa speelde ze (groot) moeder. Daarnaast heeft ze gastrollen gespeeld in de series Oebele, Kunt u mij de weg naar Hamelen vertellen, mijnheer?, Medisch Centrum West, Vrouwenvleugel, Flodder, Het Zonnetje in Huis en Kees & Co.
Daarnaast had ze een indrukwekkende staat van dienst als spraak- en speldocente aan de Amsterdamse Toneelschool en aan het 
Kleinkunstacademie.
Ze heeft vrijwel alle spelers die in de vorige eeuw naam hebben gemaakt, gekend. Het zij als docent of medeleerling tijdens haar eigen leerjaren aan de toneelschool (Georgette Hagedoorn, Ko Arnoldi, Wim Kan), 
het zij als collega in de vele producties waarin ze een rol speelde (Ank van der Moer, Cruys Voorbergh, Joop Doderer, Jeroen Krabbé en Willeke Alberti), hetzij als leerling (Piet Römer, Ramses Shaffy, Henk van Ulsen, Erik Vos, Helmert Woudenberg).
In de laatste jaren van haar leven woonde ze in een verzorgingstehuis in Middenbeemster. Ze overleed anderhalve week na haar 104de verjaardag. Ze werd begraven op de Nieuwe Oosterbegraafplaats in Amsterdam.